# Десантно-јуришни чамац класе 411
Десантно-јуришни чамац класе 411 су десантно-јуришни чамци и користе се за уздужно и попречно превожење људства и борбене технике на унутрашњим пловним путевима. Десантно-јуришни чамци класе 411 су пет десантно-јуришна чамца (ДЈЧ) са ознакама ДЈЧ-411, ДЈЧ-412, ДЈЧ-413, ДЈЧ-414 и ДЈЧ-415 и налазе се у саставу Речне флотиле од 1995. године.

## Историја
Ови десантно-јуришни чамци су првобитно били на мору и део су класе десантно-јуришних чамаца од 32 брода ДЈЧ-601 до ДЈЧ-632, који су изграђени између 1975. и 1984. године и били су у саставу 8. одреда десантно-јуришних чамаца у Кумбору. Грађени су у три серије у бродоградилишту „Гребен” у месту Вела Лука на Корчули.
Десантно-јуришни чамци који су у саставу Речне флотиле су из треће серије која има два погонска дизел мотора од којих је сваки покретао по један водо-млазни пропулзор (такозвани џет погон). Претходне две серије се разликују од треће серије по томе што је у њих уграђиван један погонског мотор који је покретао један водо-млазни пропулзор.
Због потребе да се повећа могућност превожења људи и технике на унутрашњим пловним путевима, један одред десантно-јуришних чамца пребачен је 1995. године са Јадранског мора у бродоградилиште „Бродотехника” у Београду на ремонт пре уласка у службу Речне флотиле.
Бродови с ознакама ДЈЧ-411, ДЈЧ-412, ДЈЧ- 413, ДЈЧ-414 и ДЈЧ-415 су у служби. Свих пет бродова учествовали су у војној вежби „Плави одговор 2014”.

### Старе и нове ознаке
- ДЈЧ-411 Бечеј (ex-ДЈЧ-625)
- ДЈЧ-412 Белегиш (ex-ДЈЧ-632)
- ДЈЧ-413 Тараш (ex-ДЈЧ-621)
- ДЈЧ-414 Бегеч (ex-ДЈЧ-630)
- ДЈЧ-415 Шајкаш (ex-ДЈЧ-631)

## Опис и карактеристике
Десантно-јуришни чамци који су у саставу Речне флотиле израђени су од стаклопластике. Одликују се великом брзином, добрим маневарским способностима и могућностима пристајања на ниску, неизграђену обалу. Користе се за уздужно и попречно превожење људства и борбене технике и могу да превезу 6 тона терета или 80 војника са опремом.

### Тактичко-техничке карактеристике
| Десантно-јуришни чамци ДЈЧ 411-класе | Десантно-јуришни чамци ДЈЧ 411-класе                                                                |
| Карактеристика                       | Опис карактеристике                                                                                 |
| ------------------------------------ | --------------------------------------------------------------------------------------------------- |
| Намена                               | Kористе се за уздужно и попречно превожење људства и борбене технике на унутрашњим пловним путевима |
| Могућност превожења                  | 6 тона терета или 80 војника са опремом                                                             |
| Максимална брзина                    | 29,5 km/h                                                                                           |
| Аутономија                           | 2 dana                                                                                              |
| Депласман                            | |
| стандардни                           | 32,6 т                                                                                              |
| пуни                                 | 42 т                                                                                                |
| Погонска група                       | |
| погонски мотори                      | два дизел мотора МТУ снаге 640 kW                                                                   |
| пропулзори                           | два водо-млазна пропулзора КАСТОЛДИ                                                                 |
| Димензије                            | |
| Дужина                               | 22,2 м                                                                                              |
| Ширина                               | 4,8 м                                                                                               |
| Висина                               | 7,4 м                                                                                               |
| Газ на прамцу                        | 0,4 м                                                                                               |
| Газ на крми                          | 1,1 м                                                                                               |
| Наоружање                            | |
| топ ПВО                              | 2 x 20 мм М71 једноцевни                                                                            |
| аутоматски бацач граната             | 1 х 30 мм БП-30                                                                                     |
| митраљез                             | 2 x 12,7 мм                                                                                         |

## Галерија
- ДЈЧ-411 на Дунаву код Новог Сада током војне вежбе поводом ослобођења Новог Сада у 2. светском рату.
- Десантно-јуришни чамац ДЈЧ-413 на Дунаву код Новог Сада током војне вежбе поводом ослобођења Новог Сада у 2. светском рату.
- Десантно-јуришни чамац ДЈЧ-412 на Дунаву код Новог Сада током војне вежбе поводом ослобођења Новог Сада у 2. светском рату.
- Десантно-јуришни чамац ДЈЧ-411 на Дунаву код Новог Сада током војне вежбе поводом ослобођења Новог Сада у 2. светском рату.
- Миноловац класе Нештин РМЛ-336 „Ђердап” и десантно-јуришни чамац ДЈЧ-411 на Дунаву код Новог Сада
- Десантно-јуришни чамац ДЧЈ-412 превози Шапчане реком Савом